# Bubu P. Jallow
Bubu P. Jallow est un climatologue gambien.
En Gambie, il est responsable de l'approvionnement en eau au Département des ressources en eau et représentant de la Gambie à l'Organisation météorologique mondiale.
Grâce à ses recherches, Jallow a été invité à intégrer le groupe d'experts intergouvernemental sur l'évolution du climat. En 2007, il était vice-président du groupe de travail n°1  Principes physiques et écologiques du changement climatique qui a participé à la rédaction du quatrième rapport.